# Carolella
Carolella is een geslacht van vlinders van de familie bladrollers (Tortricidae).

## Soorten
- C. aguila Razowski & Becker, 1986
- C. aphrobapta (Meyrick, 1931)
- C. argentinae Razowski, 1967
- C. argyroplaca (Meyrick, 1931)
- C. asthenia Gates Clarke, 1968
- C. beevorana Comstock, 1940
- C. bimaculana (Robinson, 1869)
- C. busckana Comstock, 1939
- C. californica Razowski, 1986
- C. chemsakiana Razowski, 1986
- C. deceptana (Busck, 1907)
- C. desinens Razowski, 1986
- C. dyschiria Razowski, 1986
- C. emarcida Razowski & Becker, 1986
- C. erigeronana Riley, 1881
- C. hysterosiana Razowski, 1967
- C. leonana Razowski, 1986
- C. macneilli Razowski, 1986
- C. medioxima Razowski, 1986
- C. molybdanthes (Meyrick, 1932)
- C. molybdina Gates Clarke, 1968
- C. ochrolemma Razowski, 1986
- C. opalina Razowski, 1986
- C. ouralia Razowski, 1986
- C. saltillana Razowski, 1986
- C. sartana (Hübner, 1823)
- C. selecta (Meyrick, 1931)
- C. vitellinana Zeller, 1875